# تيتو غوبي
تيتو غوبي (بالإيطالية: Tito Gobbi)‏ هو مغني ومغني أوبرا وممثل إيطالي، ولد في 24 أكتوبر 1913 بباسانو دل غرابا في إيطاليا، وتوفي في 5 مارس 1984 بروما في إيطاليا.

## وصلات خارجية
- تيتو غوبي على موقع IMDb (الإنجليزية)
- تيتو غوبي على موقع ميوزك برينز (الإنجليزية)
- تيتو غوبي على موقع أول موفي (الإنجليزية)
- تيتو غوبي على موقع قاعدة بيانات الأفلام السويدية (السويدية)
- تيتو غوبي على موقع أول ميوزيك (الإنجليزية)
- تيتو غوبي على موقع ديسكوغز (الإنجليزية)
- تيتو غوبي على موقع قاعدة بيانات الفيلم (الإنجليزية)
- تيتو غوبي على موقع كينوبويسك (الروسية)